# Inira (cràter)
Inira és un cràter d'impacte en el planeta Venus de 16,5 km de diàmetre. Porta el nom d'un antropònim inuktitut, i el seu nom va ser aprovat per la Unió Astronòmica Internacional el 1994.